# Anairetes
Genre
Le genre Anairetes regroupe six espèces de passereaux de la famille des Tyrannidae.

## Taxinomie
À la suite de l'étude phylogénétique de DuBay et al. (2012), le Congrès ornithologique international, dans sa classification version 3.3 (2013), sépare les espèces Taurillon agile et Taurillon uni et les place dans le genre Uromyias. Ces espèces sont proches génétiquement et anatomiquement, mais clairement distinctes.

### Liste d'espèces
D'après la classification de référence (version 3.3, 2013) du Congrès ornithologique international (ordre phylogénique) :
- Anairetes nigrocristatus – Taurillon à cimier noir
- Anairetes reguloides – Taurillon roitelet
- Anairetes alpinus – Taurillon gris
- Anairetes flavirostris – Taurillon à bec jaune
- Anairetes parulus – Taurillon mésange
- Anairetes fernandezianus – Taurillon de Juan Fernandez